# Sân bay quốc tế Mytilene
Sân bay quốc tế Mytilene (cũng gọi là Odysseas Elytis) (IATA: MJT, ICAO: LGMT) là một sân bay ở Mytilene, trên đảo Lesbos ở Hy Lạp. Sân bay này có nhà ga hành khách nhỏ dùng chung cho cả các chuyến bay nội địa và quốc tế.

## Các hãng hàng không và các tuyến điểm
- Aegean Airlines (Athena, Thessaloniki)
- Austrian Airlines (Viên)
- First Choice Airways (London-Gatwick)
- LTU (Düsseldorf, Munich)
- Monarch Airlines (London-Gatwick)
- Martinair (Amsterdam)
- Olympic Airlines (Athens, Chios, Limnos, Samos, Thessaloniki, Rhodes)
- Thomsonfly (Manchester)
- XL Airways (London-Gatwick)